# Friesland op het Regio Songfestival
Friesland, op het festival in het Fries vermeld als Fryslân, is een Nederlandse provincie en kan hierdoor deelnemen aan het Regio Songfestival.
De provincie neemt al deel aan het festival sinds de start ervan in 2023 en heeft sindsdien aan alle edities deelgenomen. De Friese inzending wordt ieder jaar geselecteerd door middel van een preselectie, namelijk Liet.

## Geschiedenis
In 2023 werd het eerste Regio Songfestival georganiseerd in Utrecht. De eerste deelnemer voor Friesland werd Melissa Pander, met het liedje Foarby. Voor het eerst mocht de winnaar van liedjeswedstrijd Liet naar het Regio Songfestival gaan. In Utrecht trad Pander als eerste op en ging zodoende ook de boeken in als eerste optreden in de geschiedenis van het festival. Dat ze de avond mocht openen legde geen windeieren, want na alle jurypunten stond Friesland op een vijfde plaats. Dankzij een tweede plaats bij de televoters schoof de provincie zelfs nog een plaats op.
In 2024 werd het Regio Songfestival in Limburg georganiseerd. Wedstrijd Liet werd opnieuw gebruikt om te bepalen welke artiest naar Maastricht zou trekken. Ditmaal viel de keuze op de groep Fegebart en het lied Bingojûn. Op het eigenlijke festival kwam Friesland als negende aan de beurt. Bij de puntentelling kwamen er vanuit vier provincies twaalf punten naar Friesland, geen enkele andere inzending kreeg er meer tijdens deze editie. De televoters waren dit keer minder fan van de Friese inzending waardoor Fegebart een plaats moest afgeven en eindigde op een zesde plaats.
Omrop Fryslân maakte al snel bekend ook in 2025 gebruik te gaan maken van Liet om de inzending te bepalen.

## Friese deelnames
| Jaar | Artiest        | Lied     | Plaats | Punten | Taal                |
| ---- | -------------- | -------- | ------ | ------ | ------------------- |
| 2023 | Melissa Pander | Foarby   | 5      | 159    | Westerlauwers Fries |
| 2024 | Fegebart       | Bingojûn | 6      | 134    | Westerlauwers Fries |
| 2025 |                |          |        |        | Westerlauwers Fries |

| Kleur | Betekenis      |
| ----- | -------------- |
|       | Eerste plaats  |
|       | Tweede plaats  |
|       | Derde plaats   |
|       | Laatste plaats |
|       | Gastprovincie  |

## Twaalf punten
(Een vetgedrukte editie betekent dat die regio die editie won.)
| Aantal | Land      | Edities |
| ------ | --------- | ------- |
| 1      | Drenthe   | 2024    |
| 1      | Groningen | 2023    |

| Aantal | Land       | Edities |
| ------ | ---------- | ------- |
| 1      | Groningen  | 2024    |
| 1      | Overijssel | 2024    |
| 1      | Rijnmond   | 2024    |
| 1      | West       | 2024    |

Drenthe · Flevoland · Friesland · Gelderland · Groningen · Limburg · Noord-Brabant · Noord-Holland · Overijssel · Rijnmond · Utrecht · West · Zeeland